# Palmira Cristina Marçal
Palmira Cristina Marçal (Reserva, Paranà, 20 de maig de 1984) és una jugadora de bàsquet brasilera, que ha competit als Jocs Olímpics de Rio de Janeiro 2016 amb la selecció brasilera.

## Biografia
Alera, ha desenvolupat gran part de la seva carrera esportiva a la Lliga brasilera, proclamant-se campiona en set ocasions amb diversos clubs, São Paulo FC/Guaru (2003), Ourinhos Basquete (2005), Catanduva Basquete (2009), Sport Recife (2012), ADCF Unimed/Americana (2014). Sampaio Corrêa (2015) i Ituano Basquete (2021). També competí a Europa amb el ZK Gospić croa i a la Lliga espanyola amb l'Olesa-Espanyol (2006-08). Internacional amb la selecció brasilera entre 2006 i 2016, competí als Jocs Olímpics de Rio de Janeiro 2016, finalitzant en 11a posició. També s'ha proclamat campiona de la Copa Amèrica en dues ocasions (2009 i 2011) i ha guanyat tres campionats Sud-americans (2006, 2010, 2016). Als Jocs Panamericans aconseguí una medalla d'argent (2007) i una de bronze (2011).

## Palmarès
Clubs
- 7 Campionats de Brasil de bàsquet femení (2003, 2005, 2009, 2012, 2014, 2015, 2021)

Selecció brasilera
- 2 medalles d'or a la Copa America de bàsquet femení (2009, 2011)
- 1 medalla d'argent als Jocs Panamericans de 2007
- 1 medalla de bronze als Jocs Panamericans de 2011
- 3 medalles d'or al Campionat Sud-americà de bàsquet femení (2006, 2010, 2016)